# Massacre de la prison de Palmyre
Le massacre de la prison de Palmyre, au cours duquel 500 à 1 000 détenus de la prison de Palmyre sont tués, a lieu le 27 juin 1980, au cours de l'insurrection des Frères musulmans en Syrie.

## Déroulement
Le 26 juin 1980, alors qu'il reçoit le président du Mali, Moussa Traoré, en visite officielle, le président syrien Hafez el-Assad échappe de justesse à une tentative d'assassinat lorsqu'un membre de la garde présidentielle lance deux grenades dans sa direction,,. 
Dès le lendemain, des membres des Brigades de Défense (en) menés par le frère du président, Rifaat el-Assad, investissent la prison de Palmyre en représailles,,. 
À sept heures du matin, huit hélicoptères Mil Mi-8 se posent sur les toits en terrasse de la prison de Palmyre, et 200 membres des Brigades de Défense commencent à massacrer les détenus, dont la plupart sont liés, ou soupçonnés d'être liés, aux Frères musulmans. La plupart des prisonniers sont fusillés dans leurs cellules, à travers les guichets par où sont également lancées des grenades,. D'autres, sous prétexte de leur libération, sont rassemblés à l'extérieur et mitraillés par les hélicoptères. En une journée, le massacre fait entre 500 et 1 000 morts, pour dix survivants,,. Human Rights Watch décompte entre 600 et 1 000 morts.
Quatre jours plus tard, Rifaat al-Assad publie dans l’éditorial du quotidien Tichrîn : « (…) Pour construire la paix et l’amour, nous sommes prêts à engager cent batailles, à détruire mille citadelles et à sacrifier un million de martyrs. ». Selon Jean-Pierre Perrin, c’est par cette exécution de masse que le colonel Rifaat al-Assad se fait connaître à travers toute la Syrie.

## Suites
En février 1982, toujours dans une volonté de représailles et d'écrasement des Frères musulmans, a lieu le massacre de Hama, également dirigé par Rifaat el-Assad, qui fait entre 10 000 et 40 000 morts, 5 000 viols et détruit un tiers de la 4e ville de Syrie.
En 2024, quarante-quatre ans après le massacre, organisations civiles et proches de victimes et survivants travaillent toujours à l'élaboration de la liste complète des victimes du massacre.